# Allan Carlsson
Allan Ingemar Carlsson (Norrköping, 17 de abril de 1929 — Estocolmo, 25 de agosto de 1953) foi um ciclista sueco de ciclismo de estrada. Competiu nos Jogos Olímpicos de Verão de 1952 em Helsinque, onde fez parte da equipe sueca que terminou em quarto lugar no contrarrelógio por equipes. Terminou em vigésimo primeiro na prova de estrada individual.